# Джонсон, Хайрам
Хайрам Уоррен Джонсон (англ. Hiram Warren Johnson; 2 сентября 1866, Сакраменто, Калифорния, США — 6 августа 1945, Бетесда, Мэриленд, США) — американский политический и государственный деятель; один из ведущих политиков США конца XIX—первой половины XX века. Был сторонником политики прогрессивизма и изоляционизма. 23-й губернатор Калифорнии (1911—1917), сенатор Соединенных Штатов (1917—1945). На выборы Президента США в 1912 году шёл в паре с Теодором Рузвельтом в качестве вице-президента.

## Ранние годы
Джонсон родился в Сакраменто, штат Калифорния, 2 сентября, 1866 года. Отец был — Гроув Лоуренс Джонсон, член палаты представителей от Республиканской партии, член Законодательного собрания Калифорнии, который обвинялся в нарушениях при проведении выборов и использовании служебного положения в личных финансовых интересах. Мать — Энни Демонтфреди, по одной из линий ведущая родословную от гугенотов, покинувших Францию, чтобы избежать религиозных преследований. Энни была членом Дочерей американской революции, утверждая, что среди её предков был генерал Континентальной армии. У Джонсона были брат и три сестры.
После окончания государственной школы и Колледжа Хилда, Джонсон работал стенографистом в адвокатском бюро. Он решил продолжить юридическую карьеру и поступил в Калифорнийский университет в Беркли, где стал членом братства Фи-Чи. К адвокатской деятельности допущен в 1888 году, организовал практику в родном городе. В 1902 году переехал в Сан-Франциско. Работал помощником окружного прокурора и стал активным сторонником политической реформы, выступая как борец с коррупцией. Он привлек внимание общественности штата, когда в 1908 году представлял обвинение вместе с Фрэнсисом Хени в деле Абэ Руфа и мэра Юджина Шмица. В значительной мере это объясняет тот факт, что Хени был застрелен в зале суда, после чего Джонсон взял себя инициативу на себя и выиграл дело. Он женился на Минни Л. Макнил; у пары родилось двое сыновей.

## Губернатор

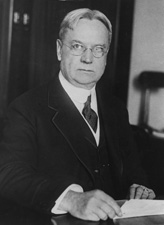
Джонсон в качестве губернатора

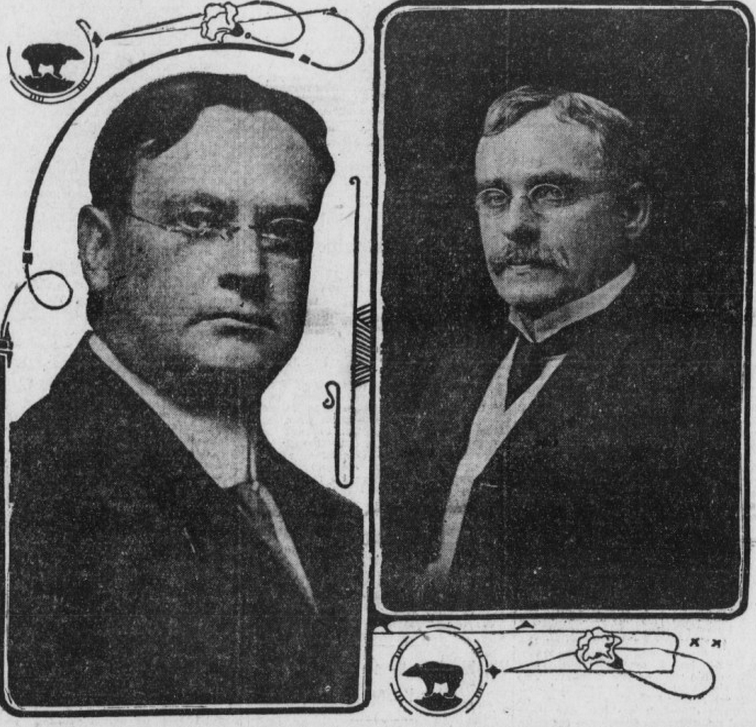
Джонсон и новоизбранный вице-губернатора А. Дж. Уоллес (справа).Los Angeles Herald, 9 ноября 1910 года

В 1910 году Джонсон победил на губернаторских выборах от Лиги Линкольна—Рузвельта, в либерального республиканского движения, основой политической платформы которого было противодействие компании Southern Pacific Railroad. Во время предвыборного тура объехал штат в открытом автомобиле. Занимая должность, проводил популистскую политику и реализовал множество важных реформ. Среди прочего, ввёл всенародное избрания сенаторов США, что лишило этой привилегии законодательное собрание штата. Администрация Джонсона также настаивала на праве кандидатов регистрироваться более чем от одной политической партии, что должно было освободить кандидатов от давления сплочённого истеблишмента. В 1911 году Джонсон Прогрессивная партия ввели право на петиции, референдум и отзыв правительства штата, что сделало Калифорнию по степени прямой демократии превосходящей любой другой штат США.
Джонсон сыграл важную роль в создании железнодорожной комиссии по регулированию власти Southern Pacific Railroad. При вступлении в должность он помиловал осужденного железнодорожного бандита Криса Эванса, но требовал, чтобы тот покинул Калифорнию.
Изначально выступая против законопроекта, Джонсон в конце концов поддался политическому давлению и поддержал закон 1913 года о земле для иностранцев, который не позволял азиатским иммигрантам (не прошедшим натурализацию по расовому признаку) владеть землей в штате.
На национальном уровне в 1912 году Джонсон стал одним из основателей Прогрессивной партии. В том же году он в качестве кандидата в вице-президенты участвовал в выборах вместе с Теодором Рузвельтом. Это помогло Рузвельту набрать в Калифорнии дополнительные 0,2 % голосов. В итоге кандидаты прогрессивистов финишировали вторыми, опередив действующего президента-республиканца Уильяма Говарда Тафта, но все-таки проиграв выборы кандидату от демократов Вудро Вильсону.
В 1914 году Джонсон был переизбран на должность губернатора Калифорнии, почти вдвое опередив по голосам своего соперника.

## Сенатор
В 1916 году Джонсон успешно провёл кампанию по выборам в Сенат США, победив демократа Джорджа С. Паттона-старшего, и вступил в должность 16 марта 1917 года. Утверждается, что именно в этот год он произнёс слова, которыми запомнился больше всего: «Первая жертва в каждой войне — истина». Фраза касалась вступления США в Первую мировую войну. Однако источник этой цитаты сих пор не определён. С 1917 по 1929 год Джонсон проживал в Ривердейл-Парк, штат Мэриленд.
После смерти Теодора Рузвельта в январе 1919 года Джонсон считался главным кандидатом на роль лидера Прогрессивной партии. Однако в 1920 году он не предпринял попыток возродить партию и баллотировался в президенты от республиканцев. На первичных выборах Джонсон потерпел поражение от сенатора Уоррена Хардинга из Огайо. Джонсон также не получил поддержку семьи Рузвельта, которые поддержали давнего друга Леонарда Вуда.
Джонсон помог принять Закон об иммиграции 1924 года (также известный как закон Джонсона—Рида), сотрудничая с Валентайном Макклатчи и другими антияпонскими лоббистами. Закон вводил ограничение на въезд на территорию США иммигрантов из Японии и других восточно-азиатских стран.
Когда в киноиндустрии искали лидера, чтобы запустить процесс создания органа саморегулирования и избавиться от государственной цензуры, Джонсон рассматривался как потенциальный кандидат наряду с Гербертом Гувером и Уиллом Хейсом. В итоге Хейс, который агитировал киномагнатов в пользу Гардинга, был в начале 1922 года назначен главой новой Американской ассоциации кинокомпаний.
В 1924 году Джонсон получил десять голосов при выборах кандидата от Республиканской партии, проиграв Кальвину Кулиджу. Как сенатор, Джонсон был чрезвычайно популярен. В 1934 году он был переизбран с итоговым результатом 94,5 % голосов избирателей, поскольку был выдвинут и от республиканцев, и от демократов, а его единственным соперником был социалист Джордж Киркпатрик.
В начале президентства Франклина Рузвельта Джонсон поддержал пакет мер по экономическому оздоровлению — «Новый курс», и в дальнейшем часто действовал в пользу демократов и даже поддержал Рузвельта на президентских выборах 1932 и 1936 годов, хотя никогда не менял партийную принадлежность. Он разочаровался в Рузвельте и «Новом курсе» после неудачной попытки президента увеличить число судей Верховного суда. Как убежденный изоляционист, Джонсон голосовал против вступления в Лигу Наций. Он не присутствовал на заседании, когда Сенат проголосовал за ратификацию договора о создании аналогичной структуры — Организации Объединенных Наций, но публично заявил, что проголосовал бы против; в действительности только сенаторы Хенрик Шипстед и Уильям Лангер проголосовало против ООН.
В 1943 году в конфиденциальной справке о Комитете Сената США по международным отношениям, подготовленной британским учёным Исайей Берлином для Форин-офис писал о Джонсоне:
…это старейший из изоляционистов и последний оставшийся в живых член группы Бора-Лоджа, которая противодействовала Лиге в 1919 и 1920 годах. Он является непримиримым и бескомпромиссным изоляционистом с огромным авторитетом в Калифорнии, губернатором которой избирался дважды. Его избрание в Сенат не встречало оппозиции на протяжении многих лет. Он сосредоточен на вопросе тихоокеанском вопросе и является главным сторонником создания более адекватной обороны западного побережья. Он является членом «фермерского» блока и фундаментально против международных отношений как таковых; его отношение к Европе как к средоточию беззакония не изменялось никак с 1912 года, когда он основал Прогрессивную партию. Его авторитет в Конгрессе по-прежнему велик и его парламентские навыки не следует недооценивать.
Наибольшими достижениями Джонсона в сенате стала должность председателя комитета по отношениям с Кубой в 66 конгрессе; он также входил в комитеты по патентам, иммиграции, территориям и островным территориям, торговле.

## Смерть
Отдав работе в сенате почти 30 лет, Хайрам Джонсон скончался 6 августа 1945 года в Военно-морском госпитале в Бетесде, штат Мэриленд. Похоронен на кладбище Cypress Lawn Memorial Park в Колме, штат Калифорния.

## Память
О Джонсоне вспоминали во время перевыборов в штате Калифорния 2003 года, по которым действующий губернатор отзывался, а на смену ему приходил новый. Именно Джонсон ввёл в действие закон, позволявший провести подобные перевыборы. Во время кампании кандидат в губернаторы Арнольд Шварценеггер упоминал Джонсона в своих речах.
25 августа 2009 года губернатор Шварценеггер с женой Марией Шрайвер объявили, что Хайрам Джонсон будет включённых в Зал славы Калифорнии. Церемония состоялась 1 декабря 2009 года в Сакраменто.
Архив Хайрама Джонсона (1895—1945) находится библиотеке Бэнкрофта в Калифорнийском университете в Беркли.
Одна из старших школ в Сакраменто носит имя Хайрама Джонсона.

### Первичные источники
- Johnson, Hiram. The diary letters of Hiram Johnson, 1917—1945 (Vol. 1. Garland Publishing, 1983)

### Архивы
- Guide to the Hiram Johnson Papers в Bancroft Library
- Robert E. Burke Collection в Labor Archives of the University of Washington Libraries